# Esercito insurrezionale rivoluzionario d'Ucraina
L'esercito insurrezionale rivoluzionario d'Ucraina (in ucraino Революційна Повстанська Армія України?) fu una formazione paramilitare di ideologia anarco-comunista, attiva tra il 1918 e il 1921 durante la guerra civile russa e guidata da Nestor Ivanovič Machno.

## Storia
L'Ucraina era un Paese quasi totalmente contadino, quindi il punto centrale di un qualunque modello economico era logicamente il controllo dei campi; gli ideali anarchici si diffusero quindi molto rapidamente, avendo i contadini sempre aspirato alla proprietà della terra che coltivavano da generazioni in condizioni di estremo latifondismo. I terreni sottratti ai grandi latifondisti vennero interamente consegnati ai braccianti e, per quanto possibile, si attuò l'autogestione. I militanti anarchici di Machno difendevano e diffondevano questo modo di vedere le cose: reclamavano un totale smantellamento dell'autorità, ed erano famosi per i manifesti che affiggevano nei centri in cui penetravano:
La formazione delle prime bande insurrezionaliste risale alla diffusione della stipula del trattato di Brest-Litovsk del 3 marzo 1918: esso sanciva il passaggio della Gubernija dell'Ucraina al controllo degli Imperi centrali. Alcuni membri di milizie popolari cominciarono a riunirsi dalle campagne attorno alla carismatica figura di Nestor Machno, un anarchico che aveva iniziato una serie di azioni di guerriglia contro le truppe austro-tedesche, prendendo nel contempo contatti con i bolscevichi russi per ottenere appoggio. A muovere gli ideali di indipendenza del suo Paese era, per Machno e i suoi seguaci, anche l'applicazione e la massificazione di un movimento anarco-comunista, dunque del tutto differente da quello applicato nelle città e nelle campagne sottoposte al potere bolscevico.
Nei quattro anni di lotte che si dipanarono nel quadro della guerra civile russa, i machnovisti combatterono contro chiunque volesse mettere le mani sul Paese: gli austro-tedeschi inizialmente, con azioni di guerriglia mirate; gli zaristi dell'Armata Bianca antibolscevica di Anton Denikin, che sconfissero a Ekaterinoslav; i bolscevichi dell'Armata Rossa, che infine ebbero la meglio su di loro.
Nel 1920 i partigiani di Machno furono invitati a concludere un patto, da pari a pari, con i bolscevichi, ma insistettero per includere nell'accordo una clausola che venne giudicata inammissibile dal governo sovietico:
Scrive, al proposito, l'italiano Errico Malatesta:
Nella storia del Paese l'avventura militare machnovista è una parentesi per molti aspetti ancora poco studiata e compresa: era un'armata di volontari che propugnavano l'idea di un anarchismo effettivo antiautoritario ed efficacemente libertario, la cui sconfitta sarebbe stata la rivelazione delle tendenze del potere di Mosca negli anni a venire.

## Ordine di Battaglia
Secondo il capo di stato maggiore di Machno, Viktor Belaš, l'esercito, nell'autunno del 1919, consisteva di quattro reggimenti. A metà del 1919, l'esercito rivoluzionario insurrezionale dell'Ucraina aveva una forza di circa 15.000 uomini, organizzati in una cavalleria e quattro brigate di fanteria, un reggimento di mitragliatrice con 5.000 mitragliatrici e un distaccamento di artiglieria. Al suo apice nel dicembre 1919, aveva circa 83.000 fanti, 20.135 cavalieri, 1.435 mitragliatrici e 118 cannoni, oltre a sette treni corazzati e alcune macchine blindate.
Fu organizzato in quattro Corpi e nella riserva strategica. Ogni Corpo aveva una fanteria e una brigata di cavalleria; ogni brigata aveva 3-4 reggimenti del tipo appropriato. Le formazioni Machnoviste consistevano di reggimenti di fanteria e cavalleria, la maggior parte delle unità erano formate in conformità con quelle dell'Armata Rossa.